# روچیچی
روچیچی (به صربی: Ručići) یک منطقهٔ مسکونی در صربستان است که در ناحیه موراویتسا واقع شده‌است. روچیچی ۱۴۴ نفر جمعیت دارد.